# Giuseppe Testa (partigiano)
Giuseppe Testa (Morrea, 25 maggio 1924 – Fontanelle di Alvito, 11 maggio 1944) è stato un partigiano italiano, medaglia d'oro al valor militare alla memoria.

## Biografia

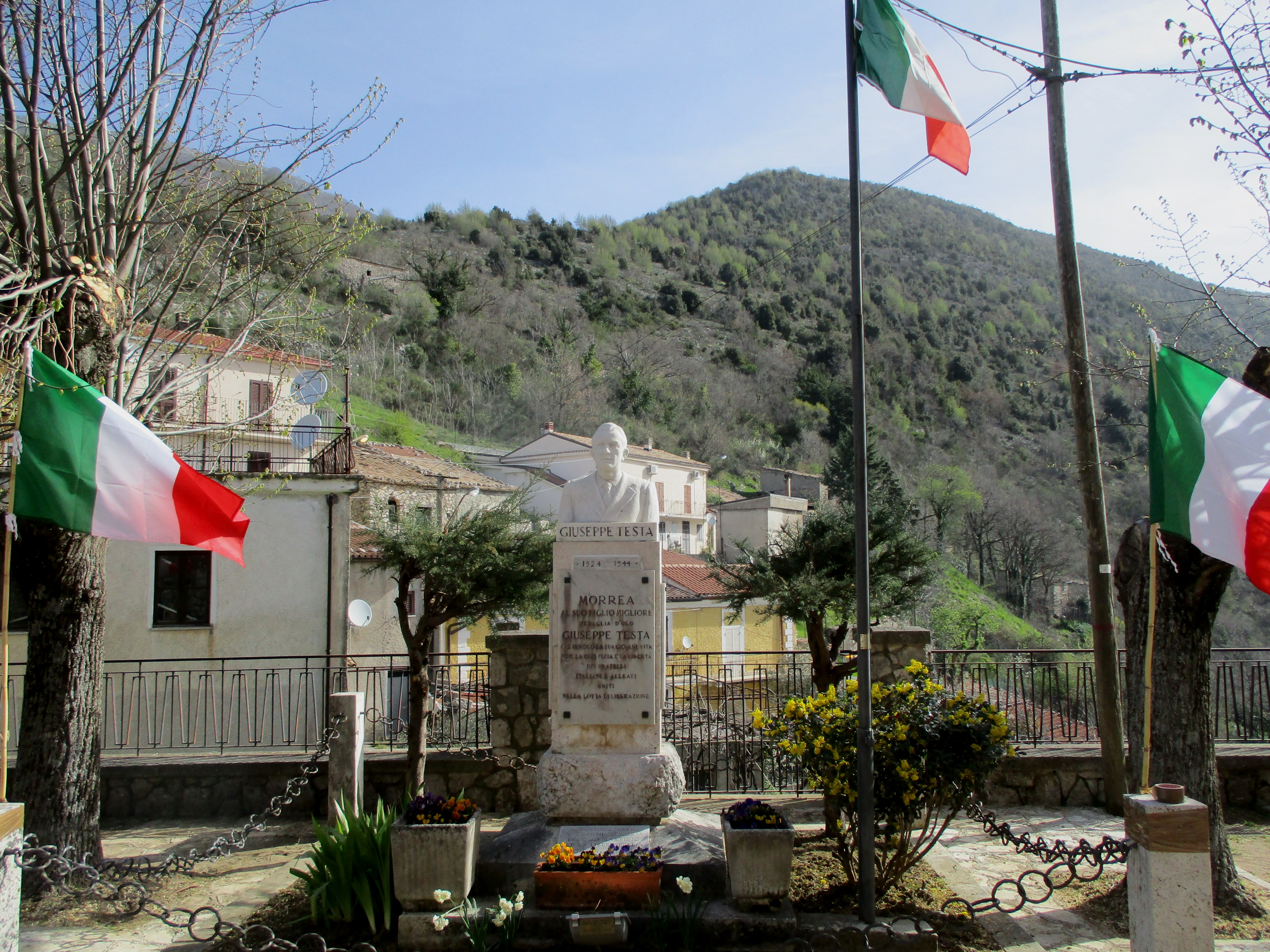
Monumento di Morrea dedicato a Giuseppe Testa

Tre giorni prima dell'armistizio di Cassibile era stato a Milano per conto della Direzione del Genio militare di Roma, presso la quale era impiegato. L'8 settembre 1943, mentre tentava di tornare a casa, il giovane geometra fu arrestato dai tedeschi a Monterotondo (RM). Restò poco nelle loro mani. Riuscito a liberarsi, raggiunte le montagne dell'Abruzzo, prima affiancò l'attività di un sacerdote della valle Roveto, don Savino Orsini che con Ugo Gemmiti e Pietro Casalvieri aveva costituito un comitato per l'assistenza ai detenuti politici, ai prigionieri alleati e ai militari italiani in fuga, e successivamente assunse il comando del distaccamento di Morrea (AQ) della brigata partigiana "Patrioti della Marsica" (Banda Marsica).
In seguito a delazione, il 21 marzo 1944, i nazifascisti riuscirono ad arrestare don Savino Orsini, i due suoi collaboratori e Giuseppe Testa. Al giovane comandante partigiano fu riservato un trattamento particolarmente crudele. I tedeschi, che già gli avevano spezzato un braccio durante il primo interrogatorio, decisero di portarlo al proprio comando di Sora (FR) e successivamente nel campo di internamento di Madonna della Stella, collocato nella contrada situata tra Sora e Broccostella (FR), per meglio poter infierire su di lui. Ma anche lì, dopo giorni e giorni di sevizie, non riuscirono a farlo parlare. Sommariamente giudicato da un tribunale militare tedesco, Giuseppe Testa fu condannato a morte e fucilato lungo le sponde di un canale, nella località di Fontanelle di Alvito (FR).